# Notre-Dame-du-Pré
Notre-Dame-du-Pré är en kommun i departementet Savoie i regionen Auvergne-Rhône-Alpes i sydöstra Frankrike. Kommunen ligger i kantonen Moûtiers som tillhör arrondissementet Albertville. År 2022 hade Notre-Dame-du-Pré 256 invånare.

## Befolkningsutveckling
Antalet invånare i kommunen Notre-Dame-du-Pré
| Referens: INSEE |